# Čeněk Novotný (filozof)
Čeněk Novotný (15. července 1931 Žirovnice – 16. prosince 2015 Bratislava) byl česko-slovenský filozof zaměřený na historický materialismus a pedagogiku.

## Život
Narodil se 15. července 1931 v Žirovnici v Jihočeském kraji, v dělnické rodině. Otec byl zakládajícím členem KSČ v roce 1921. Studoval na Filozofické fakultě Univerzity Karlovy v Praze, úspěšně ji ukončil v roce 1954.
Po ukončení studia nastoupil na Katedru marxisticko-leninské filozofie Vysoké školy ekonomické v Bratislavě. Docenturu obhájil v roce 1973, profesuru v roce 1978.

## Funkce
- člen politicko-výchovné komise na Ministerstvu školství SSR
- místopředseda komise expertů ČSSR pro komunistickou výchovu
- člen vědecké rady FR, OF, VŠE
- redaktor Mladé fronty, Praha
- lektor MV KSS (1957–1986)
- vedoucí Katedry marx-leninské filozofie (1961–1963)
- člen vědecké rady Fakulty OE (1962–1966)
- proděkan Národohospodářské fakulty VŠE (1971)
- pedagogický tajemník a zástupce ředitele UML (1971–1989)
- ředitel UML (1971–1973)
- lektor ÚV KSS (1971–1979)
- člen ÚV České filozofické společnosti (1972–1980)
- člen ediční komise VŠE (1972–1977)

## Citáty z tvorby
| „                                                                                      | Pojem sebevýchova podobně jako pojem výchova se vztahuje jak na oblast pedagogiky, jakož i filozofie. Často ho používáme zejména při řešení otázek vzájemného vztahu bytí a vědomí, objektu a subjektu, predmetnosti a subjektivity člověka. Sebevýchova je aspektem sebezdokonalování osobnosti. Sebezdokonalováním rozumíme uvědomělou aktivitu člověka, která se zaměřuje na formování jeho vnitřního světa a strukturu osobnosti. Začíná sebeuvědomování, které je prodmínené souhrnem předchozích životních zkušeností a končí aktivní uvědomělou účastí na utváření společenských podmínek individuálního bytí. Zahrnuje získání povolání, utváření rodinného života, súdržské styky, způsob vytváření volného času apod. Sebevýchova znamená přijímání ideálů, hodnot, principů a norem chování, existuje v dané společnosti, které si student osvojuje ve výrobním procesu. Jde o pochopení jejich podstaty a smyslu, což musí vyústit v snahu, aby splynuly s osobností a staly as pevným základem jejího chování a konání. | “ |
| — Čeněk Novotný: Aktuálne problémy výchovy a sebavýchovy študentov vysokých škôl, s. 8 | |   |

| „                                                                                      | Poznání vývojových souvislostí, vztahů přírody, společnosti a člověka, regulování jejich pohybu je momentem praktické, osobité výrobní činnosti. Uvědomělost nabývá svůj socialistický obsah, pokud je spredmentná jednáním, které respektuje a přetváří objektivní souvislosti, vztahy. Není tedy záležitostí jen lidské hlavy, ale představuje novou kvalitu historické praxe socialistické společnosti. V tomto smyslu můžeme mluvit o praxi jako jednotě přetváření objektivního světa a sebepoznání a i sebeproměna člověka. Výchova a sebevýchova vyjadřující subjektivní stránku tohoto procesu mají ve společnosti, která si určuje svůj cíl pro svět člověka, lidský svět, významné místo. | “ |
| — Čeněk Novotný: Aktuálne problémy výchovy a sebavýchovy študentov vysokých škôl, s. 6 | |   |

| „                                                                                                  | Determinanty ovlivňující proces formování a výchovy člověka lze v podstatě rozdělit na vnější a vnitřní. Přitom v obou případech působí objektivní, nebo se realizují prostřednictvím subjektu a jeho činnosti. Za objektivní determinantu lze považovat lidskou podstatu, objektivizovanou v historickém čase a v sociálních souvislostech, která se vůči jednotlivci projevuje jako daná a od něj nezávislá. | “ |
| — Čeněk Novotný: Akutálne otázky komunistickej výchovy na vysokých školách, Bratislava, 1983, s. 8 | |   |

| „                                                                                                  | Sebeproměnu lze pochopit jako revoluční praxi. | “ |
| — Čeněk Novotný: Akutálne otázky komunistickej výchovy na vysokých školách, Bratislava, 1983, s. 8 |                                                |   |

| „                                                                                                  | Ideologie jak teoreticky vyjádřené vědomí třídy, které je podmíněné materiálními podmínkami její existence a určuje základní směry, principy a cíle její činnosti, má na rozdíl od každodenního vědomí teoretickou a syntetickou podobu. | “ |
| — Čeněk Novotný: Akutálne otázky komunistickej výchovy na vysokých školách, Bratislava, 1983, s.31 | |   |

## Dílo
- Cirkvi vo svete : politika – globálne problémy, 1988
- Katolicizmus a jeho súčasné tendencie, 1988
- Metodické základy výučby a výchovy študentov vysokých škôl ekonomických na zakladoch marxizmu-leninizmu: Zborník vedeckých prác pre učiteľov a vedeckých praconíkov VŠE, 1986
- Problémy výchovy a sebavýchovy študentov vysokých škôl : Zborník, 1986
- Formovanie svetového názoru v dejinách filozofie, 1985
- K metodologickým východiskám sociálneho poznania, 1985
- Formovanie marxisticko-leninského svetonázoru – základ výchovy, 1985
- Vie a môže študent efektívne využívať čas? : Význam činnosti vedúcich učiteľov študijných skupín na vysokých školách, 1984
- K výsledkom výskumu uplatnenia absolventov VŠE v Bratislave v praxi, 1984
- Abstraktná výchova – žiadna výchova : Nad úlohami vysokoškolských učiteľov, 1983
- Aktuálne otázky komunistickej výchovy na vysokých školách : Výskumná štúdia, 1983
- Marxisticko-leninská filozofia : Aktuálne problémy marxisticko-leninskej filozofie, 1983
- Zmysel poznania.. , 1983
- Študentské domovy v systéme komunistickej výchovy, 1981
- Komunistická výchova na vysokých školách v etape rozvinutej socialistickej spoločnosti: Zborník: Konferencia s medzinárodnou účasťou Poprad 25.–27. apríl 1978, 1979
- Metodologické využitie odkazu klasikov marxizmu-leninizmu v boji proti revizionizmu, 1978
- Význam komunistickej straníckosti pri skúmaní a formovaní socialistického spôsobu života, 1977
- Možnosti prehĺbenia marxistického filozofického obsahu komunistickej výchovy na vysokých školách, 1976
- Komunistická výchova v pedagogickom procese: Zborník: Celoškolský teoretický seminár: 19–20. septembra 1973
- Vybrané texty filozofické, 1969
- Vybrané texty filozofické : výber z monografických prác, 1966
- K problematice kategorii společenského bytí a společenského vědomí, 1964
- Špecifické problémy zvláštní školy internátní, 1961[3]
- Jiráskovo pojetí obrození, 1954